# Albert Wolf (Politiker, 1916)
Albert Wolf (* 19. November 1916 in Möhringen bei Stuttgart; † 5. Februar 1986) war ein deutscher Politiker (CDU, später SPD).

## Leben und Beruf
Nach dem Volksschulabschluss und dem Besuch der Handelsschule absolvierte Wolf eine kaufmännische Lehre und arbeitete anschließend als kaufmännischer Angestellter. Er leistete seit 1937 Reichsarbeitsdienst, wurde 1938 zur Wehrmacht eingezogen und nahm von 1939 bis 1945 als Soldat am Zweiten Weltkrieg teil. Nach dem Kriegsende war er von 1945 bis 1952 als Angestellter im Wirtschaftsministerium Württemberg-Baden und dann als Angestellter im Wirtschaftsministerium Baden-Württemberg tätig. Außerdem fungierte er als stellvertretender Vorsitzender der Arbeitsgemeinschaft für soziale Fragen in Baden-Württemberg. Wolf war 1954 Gründungsmitglied des Deutschen Familienverbandes Baden-Württemberg (DFV).

## Partei
Wolf trat 1946 in die CDU ein, war zunächst stellvertretender Vorsitzender der Sozialausschüsse in Nordwürttemberg und wurde später stellvertretender Vorsitzender der Sozialausschüsse Baden-Württemberg.
1969 wechselte er in die SPD.

## Abgeordneter
Wolf war von 1947 bis 1949 Bezirksbeirat in Stuttgart-Möhringen. Dem Deutschen Bundestag gehörte er vom 13. November 1953, als er für den zum neuen baden-württembergischen Ministerpräsidenten gewählten ausgeschiedenen Abgeordneten Gebhard Müller nachrückte, bis 1957 an. Er war über die Landesliste Baden-Württemberg ins Parlament eingezogen.